# Alsótold
Alsótold (vyslovováno [alšótold]) je malá vesnička v Maďarsku v župě Nógrád, spadající pod okres Pásztó. Nachází se asi 10 km severozápadně od Pásztó. V roce 2015 zde žilo 229 obyvatel, z nichž jsou (dle údajů z roku 2011) 98,3 % Maďaři, 3 % Rumuni a 1,3 % Slováci.
Sousedními vesnicemi jsou Csécse, Cserhátszentiván, Ecseg, Felsőtold, Jobbágyi, Kozárd a Szurdokpüspöki, sousedním městem Pásztó.